# 西氏重唇魚
西氏重唇鱼（学名：Diptychus sewerzowi）为輻鰭魚綱鯉形目鲤科重唇鱼属的鱼类，於1872年由Karl Kessler描述，該物種分布於亞洲烏茲別克，棲息在底中層水域。